# Ermengarde de Narbonne
Pour les articles homonymes, voir Ermengarde de Narbonne (homonymie).
Ermengarde de Narbonne, (vers 1127/1129-en Roussillon, 1196 ou 1197), vicomtesse de Narbonne de 1134 à 1192/1193, est une figure politique importante de l'Occitanie dans la seconde moitié du XIIe siècle.
Elle est également connue pour la protection qu'elle apporta aux troubadours.

## L'arrivée au pouvoir
La succession d'Ermengarde à Narbonne, selon une chronique juive

Lorsque le vicomte de Narbonne Aymeri II est tué à la bataille de Fraga, le 17 juillet 1134, en luttant contre les Almoravides aux côtés d'Alphonse le Batailleur, roi d'Aragon, il ne laisse pour héritières que deux filles encore mineures, Ermengarde, née de sa première épouse, Ermengarde de Servian, répudiée et Ermessinde, née de la seconde, également prénommée Ermessinde. Ses fils, attestés dans plusieurs chartes de son vivant, sont morts avant lui : l’aîné, Aymeri, apparaît nommément dans trois documents aux côtés de son père entre 1126 et 1132 et un acte de juin 1131 par lequel le vicomte s’engage avec « ses fils » prouve qu’ils étaient par ailleurs au moins deux à cette date.
Au moment du décès de leur père, Ermengarde est alors âgée de cinq ans ou un peu plus, sa demi-sœur est encore plus jeune.
Leur héritage, Narbonne et sa vicomté, occupe une place stratégique sur la scène politique régionale de l'époque, où s'affrontent tout au long du XIIe siècle les comtes de Toulouse et les comtes de Barcelone dans la « grande guerre méridionale ». De grands seigneurs comme les vicomtes de la famille Trencavel, les comtes de Rodez, les comtes de Foix, les comtes de Comminges et les vicomtes de Narbonne changent fréquemment de camp, au gré de leurs intérêts et de la conjoncture politique du moment.

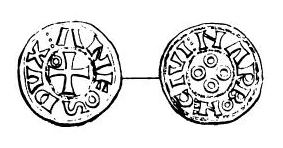
Denier d'argent frappé à Narbonne par le comte Alphonse durant son occupation de la ville, portant à l'avers l'inscription ANFOS DVX (duc Alphonse) et au revers NARBONE CIVI (Cité de Narbonne), claire affirmation des prétentions toulousaines.

Alphonse Jourdain, comte de Toulouse, prétendant peut-être exercer son droit de garde des héritières mineures à titre de suzerain, se rend maître de Narbonne vers 1139 avec l'appui d'Arnaud de Lévezou, archevêque de Narbonne et co-seigneur de la ville. Le comte parvient à imposer son autorité sur plusieurs vassaux des vicomtes et obtient leur serment de fidélité en tant que seigneur de Narbonne. Il distribue certains biens vicomtaux pour se gagner des appuis. Prenant le contrôle de l'atelier monétaire vicomtal, il fait frapper un denier narbonnais portant l'inscription ANFOS DVX (« duc Alphonse »), claire affirmation de ses prétentions sur la cité.
Devant la menace toulousaine, Ermengarde trouve peut-être alors refuge sur les terres de son cousin germain, le comte Raimond-Bérenger IV, grand rival d'Alphonse Jourdain, puisqu'on la retrouve en 1139 témoin d'un acte de vente en Vallespir, territoire alors gouverné par les Barcelonais.
Pour mieux assurer sa domination sur le Narbonnais, Alphonse, opportunément « libéré » de son épouse Faydide d'Uzès, morte ou répudiée, envisage à la fin de l'année 1142 d'épouser Ermengarde, qui entre dans l'adolescence. Un contrat de mariage est rédigé, le 21 octobre 1142, par lequel la vicomtesse se donne au comte « pour loyale femme » avec « Narbonne et toutes ses appartenances ».
Ce projet matrimonial, qui ferait passer la vicomté de Narbonne sous contrôle toulousain, menace de bouleverser l'équilibre politique régional. Du point de vue de Raimond Bérenger IV, explique l'historien Martin Aurell, « l'enjeu (...) était capital ; il en allait de la conservation des principautés barcelonaises dans le Midi ». Fin 1142, c'est donc avec l'appui du comte de Barcelone qu'une coalition de seigneurs méridionaux se réunit, sous la direction du chef de la famille Trencavel, Roger Ier, vicomte de Carcassonne, Albi et Razès, pour s'opposer aux projets du comte de Toulouse. Sur les conseils du comte de Barcelone, Ermengarde épouse Bernard d'Anduze, un veuf avec plusieurs enfants, fidèle du vicomte Roger et cousin des seigneurs de Montpellier.
En 1143, le comte Alphonse, vaincu par la coalition et fait prisonnier, est contraint de lâcher prise. Le traité de paix qui lui est imposé par Roger révèle que Narbonne a été, souligne la médiéviste Hélène Débax, « le grand enjeu de cette (...) guerre ». Selon le premier article du traité, le comte de Toulouse s'engage à « restituer Narbonne à dame Ermengarde et libérer les hommes de Narbonne et de sa région des serments [de fidélité] qu'ils lui avaient prêtés pour Narbonne et les terres appartenant à la ville [...] et il doit également leur restituer les transcriptions de ces serments ». Alphonse doit aussi demeurer à la garde de Bernard de Canet, l’un des principaux hommes de confiance de l’entourage des Trencavel, jusqu’à ce qu'il ait rendu Narbonne à Ermengarde. Le respect de ce traité de paix doit être juré par un nombre élevé de protagonistes : Ermengarde avec 40 chevaliers du Narbonnais et son époux avec 20 autres, Roger avec 20 chevaliers du Carcassès et du Razès, Raimond Trencavel (frère de Roger) et Raimond Étienne de Servian accompagnés de 20 chevaliers du Biterrois et de l'Agadès, Pierre de Minerve et les vicomtes de Lautrec Guillaume et Sicard avec 20 chevaliers de l'Albigeois.
La restitution de Narbonne intervient sans doute avant le 3 septembre 1143, date où le comte de Toulouse promet dans un traité signé avec les Génois et les Pisans de cesser de nuire à leur commerce à Narbonne ou en raison de Narbonne,.

## L'arbitre et la médiatrice
À la suite d'une reprise des guerres baussenques en 1155, Ermengarde intervient sur la scène provençale en décembre 1156, à Arles, de concert avec le comte Raymond V de Toulouse et l'archevêque d'Arles Raimond de Montredon, pour négocier la soumission d'Étiennette des Baux et de ses fils à Raimond Bérenger IV de Barcelone et à son neveu, le jeune Raimond-Bérenger II, comte de Provence. Le comte de Barcelone affirme alors que c'est en raison de l'intercession de ces trois personnalités, qualifiées d'« amis » d'Hugues des Baux, qu'il accepte de composer avec la famille des Baux.

## Les liens privilégiés avec Fontfroide

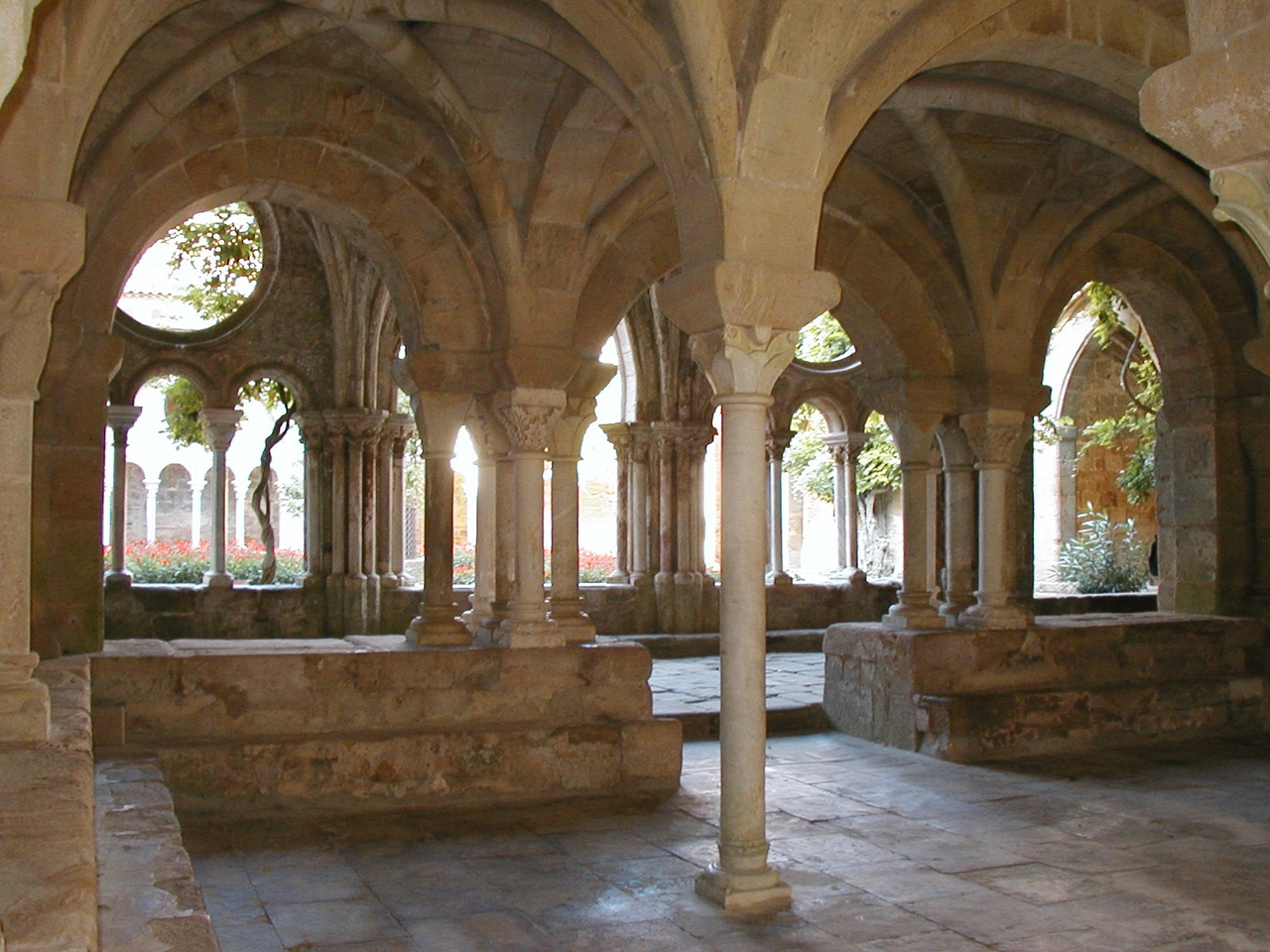
Le cloître de Fontfroide, vu depuis la salle capitulaire, s. L'importante donation foncière d'Ermengarde à cette abbaye en 1157 marque le début de sa prospérité et permet, à terme, la construction du monastère.

Le 21 mars 1157, la vicomtesse Ermengarde donne à l'abbaye de Fontfroide, fondée vers 1093 sur des terres données par son grand-père Aymeri Ier et affiliée depuis 1145 aux Cisterciens, un vaste ensemble de terres situé autour du monastère. Cette donation, la plus importante reçue par l'abbaye à l'époque, marque le début de la puissance foncière et religieuse de l'établissement, qui va rapidement attirer les dons et s'affirmer comme le sanctuaire de la famille vicomtale de Narbonne. Une spécialiste de l'histoire cistercienne, Constance H. Berman, compare même cette donation à une refondation littérale de l'abbaye.
Fait à noter, alors que les abbés de Fontfroide s'empressent habituellement de faire confirmer les donations reçues par les papes avec qui ils entretiennent alors des relations étroites, le don d’Ermengarde n'apparaît dans aucun privilège pontifical : Véronique de Becdelièvre y voit la preuve que « l'autorité de la vicomtesse était assez reconnue pour que cette donation ne fût pas mise en doute ».
Les relations privilégiées de Fontfroide avec Ermengarde se poursuivent tout au long de son règne. De 1157 à 1191, la vicomtesse paraît dans sept transactions en faveur de l'abbaye cistercienne et souscrit une donation du roi Alphonse II d'Aragon en 1190. À son exemple, de nombreux fidèles et membres de sa cour favorisent également le monastère.
Bien qu'Ermengarde n'ait pas été enterrée à Fontfroide, contrairement à ce que prétendait l'érudit Guillaume Catel au XVIIe siècle, son neveu et héritier Aymeri de Lara s'y fait religieux le 25 janvier 1176 et exprime le souhait d'y être inhumé. Il va être le premier membre de la famille des vicomtes narbonnais à reposer au monastère, inaugurant ainsi le rôle de nécropole dynastique vicomtale joué par Fontfroide jusqu'à l'inhumation du dernier vicomte de la lignée, Guillaume II, en 1422.

## La cour d'Ermengarde
La cour de la vicomtesse apparaît, selon Jacqueline Caille, « comme un des creusets du réveil intellectuel qui bouillonne en ce XIIe siècle », où se pressent notamment troubadours, juristes et médecins, même si Narbonne n'atteint pas le niveau de vie intellectuel de Montpellier de l'époque.

### Médecins et juristes
Selon l'historienne de la médecine médiévale Danielle Jacquart, la présence en certaines régions au XIIe siècle de plusieurs médecins en un même lieu peut être considérée comme l’indice d’une vie intellectuelle importante. Or, c’est dans l’entourage d’Ermengarde que sont repérés les premiers médecins à Narbonne : maître Bremond, attesté de 1155 à 1158/9 et maître Raoul, présent de 1171 à 1174.
Parmi les juristes au service de la vicomtesse se distingue surtout maître Géraud le Provençal, formé dans les écoles des régions d'Arles et de Saint-Gilles, auteur de la fameuse Summa Trecensis (un commentaire du Code de Justinien), qui aurait fait partie de l'entourage d'Ermengarde entre 1164 et 1171. Il aurait assuré la défense de la vicomtesse lors du procès l'opposant à Bérenger de Puisserguier, en 1164. Jacqueline Caille identifie aussi comme probables « spécialistes du droit » maître Pierre et maître Bernard qui apparaissent dans un procès se déroulant par devant Ermengarde en 1152. André Gouron signale par ailleurs un clerc nommé Guilhem qui rédige en 1171 le texte d'un accord conclu entre la dame de Narbonne et le vicomte de Béziers. Il est possible que maître Aubert de Béziers, qu'on retrouve à Narbonne vers 1170, ait aussi compté Ermengarde parmi ses clients,.

### Troubadours
L'association de Narbonne avec la poésie des troubadours, perceptible dès le gouvernement d'Aymeri II (1105-1134) semble remonter aux premiers temps du mouvement, puisqu'elle est l’une des seules cours explicitement mentionnées, avec Poitiers et Ventadour, dans les vers de Guillaume IX d'Aquitaine (1086-1127), le premier troubadour dont les chansons ont été conservées. La première des deux tornadas (envoi) de la chanson du prince-troubadour Pus vezem de novelh florir est adressée à Narbonne et demande de confirmer la bonne qualité de la chanson. Pour le romaniste Walter Meliga, cet envoi « fait entrevoir l'existence d'un milieu de passionnés de poésie à Narbonne ».
À l’époque où Ermengarde gouverne Narbonne, la poésie lyrique du fin'amor connaît son apogée en Occitanie. Les nombreuses allusions positives à Narbonne contenues dans les œuvres des troubadours contemporains semblent témoigner du rôle de mécène que l'historiographie traditionnelle attribue souvent à la vicomtesse.
Des témoignages indirects — dates d'activités des troubadours avec qui elle aurait été en relation, datation présumée de chansons qui l'évoqueraient — semblent indiquer des contacts de la cour d'Ermengarde avec les troubadours à partir des années 1160.

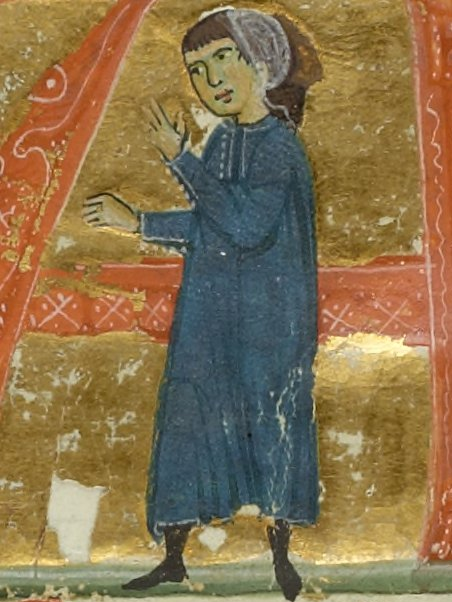
Le troubadour Peire Rogier, représenté dans un chansonnier du XIIIe siècle.

Le troubadour dont le nom est le plus souvent associé à la cour de la vicomtesse de Narbonne est Peire Rogier, dont Alfred Jeanroy fait même son « chantre officiel ». Selon sa vida rédigée vers la fin du XIIIe siècle, après avoir abandonné son état de chanoine de Clermont pour se faire jongleur :

« Il se rendit à Narbonne, à la cour de Madame Ermengarde, qui était alors une dame de grande valeur et de grand mérite. Elle l’accueillit très cordialement et lui procura de grands avantages. Il s’éprit d’elle, et la chanta dans ses vers et ses chansons. Elle les reçut de bon gré, et il l’appelait : « Vous-avez-tort » [Tort-n’avez]. Il séjourna longtemps à la cour avec elle, et l’on crut qu’il obtint d’elle la joie d’amour. Aussi en fut-elle blâmée par les gens de cette contrée. Et, par crainte du qu’en-dira-t-on, elle lui donna congé et l’éloigna d’elle. »

C'est à Ermengarde que la trobairitz Azalaïs de Porcairagues dédie sa canso, d'après sa tornada : « vers Narbonne, emportez là-bas ma chanson (...) auprès de celle que joie et jeunesse guident ». Bernard de Ventadour en adresse une autre à « ma dame de Narbonne dont chaque geste est si parfait que l'on ne peut médire sur son compte ».
Selon sa vida, le troubadour périgourdin Salh d’Escola séjourna auprès d’une nommée « N’Ainermada de Nerbona ». À la mort de sa protectrice, il « abandonna l’art de « trouver » et le chant » pour se retirer dans sa ville natale de Bergerac. Les éditeurs de la vida, Jean Boutière et Alexander Schutz, proposent d’identifier la dame en question à Ermengarde, dont le nom pourrait avoir été corrompu lors de la copie d’un manuscrit. L’unique chanson de Salh d’Escola qui se soit conservée jusqu'à aujourd'hui ne fait cependant aucune allusion à Narbonne ni à Ermengarde.
Dans sa chanson La flors del verjan, le troubadour Giraut de Bornelh propose de consulter « Midons de Narbona » (pouvant indifféremment se traduire par « ma dame » ou « mon seigneur » de Narbonne) à propos d'une question de casuistique amoureuse : « Demandez à ma dame de Narbonne, au sujet d'un amant trop empressé, si, quand même il obtient une fois quelque succès, il n'en perd pas cent fois plus ».La chanson Ab fina joia comenssa est aussi envoyée par son auteur, Peire d'Alvernhe, « aux comtes en Provence et (...) à Narbonne, là où la joie a son culte, grâce à ceux par qui elle règne ».
Raimon de Miraval semble évoquer sa réputation de générosité envers les troubadours, selon Linda Paterson, en remettant à son jongleur un sirventès valant, affirme-t-il, « un cheval ventru, avec une selle de Carcassonne, et une enseigne et un écu de la cour de Narbonne ».

## Postérité

### André le Chapelain
Jugement d'amour attribué à Ermengarde de Narbonne dans le De Amore

À la fin du XIIe siècle, un clerc français du nom d’André le Chapelain (en latin, Andreas Capellanus) rédige en latin un Traité de l'Amour courtois (en) (De Arte honeste amandi ou De Amore), qui connaît une importante diffusion au cours de l’époque médiévale. Dans la seconde partie du traité, « Comment maintenir l'amour ? », l’auteur expose vingt-et-un « jugements d’amour » qui auraient été prononcés par certaines des plus grandes dames du royaume de France : sept de ces jugements sont attribués à la comtesse Marie de Champagne, trois à sa mère, Aliénor d'Aquitaine, trois autres à sa belle-sœur, la reine de France Adèle de Champagne, deux à sa cousine germaine, la comtesse de Flandre Élisabeth de Vermandois, un à l'« assemblée des dames de Gascogne » et cinq à Ermengarde de Narbonne (« Narbonensis Mengardae dominae ») (jugements 8, 9, 10, 11 et 15). Cette dernière est la seule dame nommément désignée par l'auteur qui n'est pas apparentée aux autres.
En dépit de la volonté polémique de l'œuvre et du caractère très probablement fictif de ces jugements, ils attestent de la réputation acquise par Ermengarde dans le domaine de l’amour courtois, même dans l’ère culturelle de la langue d'oïl. L'inclusion d'Ermengarde dans l'œuvre, aux côtés de figures féminines aussi célèbres qu'Aliénor d'Aquitaine et Marie de Champagne, indiquerait de plus que la vicomtesse avait acquis, à la fin du XIIe siècle, une renommée équivalente.
Cette renommée, cependant, ne dure guère. En 1290, quand Drouart La Vache termine sa traduction en français du Traité, il n'accorde aucune importance à l'identité des dames à qui André le Chapelain attribuait les jugements : Ermengarde devient ainsi « Marguerite de Nerbonne ».

### L’Orkneyinga saga
D'après l’Orkneyinga saga (la Saga des Orcadiens), le Jarl et scalde Rögnvald Kali Kolsson, comte des Orcades, lors de son pèlerinage vers la Terre sainte en 1151-1153, aurait fait escale dans un port du nom de Nerbon, où il fut accueilli par la « reine » de la ville, nommée Ermingerðr, avec qui il aurait vécu une brève idylle. L'identification de cette dame avec Ermengarde de Narbonne a été proposée pour la première fois par le médiéviste allemand Hugo Gering (de). Malgré certaines incohérences dans le récit, cette identification serait maintenant acceptée par la plupart des auteurs.
Huit des trente-cinq strophes scaldiques de Rögnvald Kali Kolsson conservées la nomment ou lui font référence. Deux compagnons de voyage de Rögnvald, les scaldes islandais Oddi inn litli Glúmsson (Oddi le Petit) et Ármór l'évoquent aussi chacun dans une de leurs strophes,.
Selon Jean Renaud, c'est probablement par l'intermédiaire des strophes scaldiques de Rognvald et de l’Orkneyinga saga que le prénom de la vicomtesse de Narbonne s'est transporté jusqu'aux Orcades où, « pendant plusieurs siècles (...) beaucoup de jeunes filles se sont appelées Arminger ».

### Dans la fiction
Depuis le début des années 2010, la vie d'Ermengarde de Narbonne a inspiré quelques romanciers.
La difficile arrivée au pouvoir de la jeune vicomtesse, avec les tentatives du comte Alphonse de Toulouse pour épouser l'héritière et mettre la main sur son héritage, a par exemple inspiré l'auteur allemand Ulf Schiewe (de), qui lui a consacré en 2011 son second roman historique, Die Comtessa (La Comtesse), second tome de sa série Die Montalban Familien-Saga (La Saga familiale Montalban), dans lequel la jeune fille cherche à échapper à son union forcée avec le comte en prenant la fuite le jour du mariage. Dans le livre suivant de la série, publié l'année suivante, Die Hure Babylon (La Prostituée de Babylone), Ermengarde, désormais adulte et gouvernant Narbonne, voit son amant partir pour la seconde croisade (1147-1149).
Les difficultés entourant l’avènement de la vicomtesse sont aussi au cœur de la trilogie The Narbonne Inheritance écrite par l'historienne et romancière américaine Phyllis Haislip (en). Les trois volumes, The Viscount's Daughter (2013), The Viscountess (2014) et The Viscountess and the Templars (2016), se déroulent en 1142-1143 et mettent en scène l'affrontement entre Ermengarde, alors âgée de 17 ans, et le comte de Toulouse, qu'elle a été contrainte d'épouser, afin de reprendre le contrôle de son héritage.
C'est une période différente de la vie d'Ermengarde que l'écrivain français André Oyhénart a préféré mettre en scène, soit les dernières années du gouvernement de la vicomtesse. Son premier roman, Le Secret d'Ayméri (2010), se déroule au moment de l'arrivée à Narbonne du très jeune Aymeri de Lara, neveu d'Ermengarde qu'elle désigne comme héritier. La suite de ce livre, La Revanche de Pedro (2012), prend place en 1179, après la mort d'Aymeri, alors que son frère aîné Pedro, ambitieux et impatient de régner, arrive à Narbonne pour prendre sa place auprès de sa tante. L'action du troisième roman d'Oyhénart, La Mission impossible d'Henry de Marcy (2013), qui s'articule autour de la mission d'Henri de Marcy contre les hérétiques cathares, s'éloigne de la cour de Narbonne et d'Ermengarde, qui n'y occupent plus qu'un rôle secondaire, pour s'élargir à l'ensemble du Languedoc.
Dans le roman policier Magnificat (2021) de François-Henri Soulié, la vicomtesse doit faire face en 1177 à un complot ourdi par les marchands, destiné à l'évincer de sa cité et établir une république. 
L'essentiel de l'action du roman Song at Dawn (2011) de l'auteure galloise Jean Gill se déroule à la cour d'Ermengarde en 1150 au lendemain de la seconde croisade.

### Auteurs anciens (jusqu'en 1900)
- Guillaume Catel, Mémoires de l'histoire du Languedoc, Toulouse, Pierre Bosc / Arnaud Colomiez, 1633, 3 tomes. [Lire en ligne ou télécharger] sur Gallica — [Lire en ligne ou télécharger] sur Google Livres — [Télécharger] sur Tolosana.

- Claude Devic, Joseph Vaissète, Ernest Roschach et al., Histoire générale de Languedoc, Toulouse, Privat, 1872, 3e éd. (1re éd. 1730-1745), 16 tomes.

### Travaux récents (après 1900)
- Joseph Anglade, « Les troubadours à Narbonne », Romanische Forschungen, vol. 23 « Mélanges Chabaneau (volume 2) », no 2,‎ 1907, p. 737-750 (ISSN 0035-8126, lire en ligne).

- Jean Boutière (éditeur), Alexander Herman Schutz (éditeur), Irénée-Marcel Cluzel (traducteur) et Michel Woronoff, Biographies des troubadours : textes provençaux des XIIIe et XIVe siècles, Paris, A.-G. Nizet, 1973, 2e éd., lvii-641.

- Jacqueline Caille, « Les seigneurs de Narbonne dans le conflit Toulouse-Barcelone au XIIe siècle », Annales du Midi, vol. 97, no 171,‎ juillet-septembre 1985, p. 227-244 (ISSN 0003-4398, lire en ligne).

- Jacqueline Caille, « Le consulat de Narbonne, problèmes des origines », dans Les origines des libertés urbaines. Actes du XVIe Congrès des historiens médiévistes de l'enseignement supérieur (Rouen 7-8 juin 1985), Mont-Saint-Aignan, Publications de l’Université de Rouen, 1990 (lire en ligne), p. 243-263.

- Jacqueline Caille, « Une idylle entre la vicomtesse Ermengarde de Narbonne et le prince Rognvald Kali des Orcades au milieu du XIIe siècle ? », dans Guy Romestan, dir., Hommage à Robert Saint-Jean. Art et histoire dans le Midi languedocien et rhodanien (Xe – XIXe siècle), Montpellier, coll. « Mémoires de la Société archéologique de Montpellier / 21 », 1993, p. 229-233.

- Jacqueline Caille, « Ermengarde, vicomtesse de Narbonne (1127/29-1196/97), une grande figure féminine du Midi aristocratique », dans La Femme dans l'histoire et la société méridionales (IXe – XIXe siècles) : Actes du 66e congrès de la Fédération historique du Languedoc méditerranéen et du Roussillon (Narbonne, 15-16 octobre 1994), Montpellier, 1995 (ISBN 2900041198 et 9782900041192), p. 9-50.Traduction anglaise publiée dans Caille 2005, section X.

- (en) Jacqueline Caille, Medieval Narbonne : A City at the Heart of the Troubadour World, Aldershot, Ashgate, coll. « Variorum Collected Studies Series », 2005, 416 p. (ISBN 978-0-86078-914-7, présentation en ligne). Réédition en recueil de 15 articles de Jacqueline Caille portant sur l'histoire médiévale de Narbonne, notamment Caille 1985, Caille 1990, Caille 1993 et la traduction anglaise de Caille 1995.

- (en) Jacqueline Caille (trad. Kathryn L. Reyerson), « Origin and development of the temporal lordship of the archbishop in the city and territory of Narbonne (9th–12th centuries) », dans Jacqueline Caille, Medieval Narbonne: A City at the Heart of the Troubadour World, Aldershot, Ashgate, 2005 (ISBN 978-0-86078-914-7), V. Version révisée, mise à jour et traduite en anglais de : Jacqueline Caille, « Origine et développement de la seigneurie temporelle de l'archevêque dans la ville et le terroir de Narbonne (IXe – XIIe siècles) », dans Narbonne, archéologie et histoire. 45e Congrès de la Fédération historique du Languedoc méditerranéen et du Roussillon, Narbonne, 14-16 avril 1972, Montpellier, 1973, tome 2, p. 9-36.

- (en) Jacqueline Caille (trad. Kathryn L. Reyerson), « Ermengarde, viscountess of Narbonne (1127/29-1196/97) : a great female figure of the aristocracy of the Midi », dans Jacqueline Caille, Medieval Narbonne: A City at the Heart of the Troubadour World, Aldershot, Ashgate, 2005 (ISBN 978-0-86078-914-7), X. Traduction en anglais de Caille 1995.

- [Caille, Recherches] Jacqueline Caille, « Recherches sur les "professions médicales" à Narbonne du XIIe au XVe siècle (médecins, chirurgiens, barbiers, apothicaires) », Acta historica et archaeologica mediaevalia, no 26,‎ 2005, p. 221-241 (ISSN 0212-2960, lire en ligne).

- Jacqueline Caille, « Vicomtes et vicomté de Narbonne des origines au début du XIIIe siècle », dans Hélène Débax, éd., Vicomtes et vicomtés dans l’Occident médiéval, Toulouse, Presses universitaires du Mirail, 2008 (ISBN 978-2-85816-942-9, lire en ligne), p. 47-60 et annexe CD, p. 37-52 [annexe en ligne] .

- (en) Fredric L. Cheyette, « Women, Poets, and Politics in Occitania », dans Theodore Evergates, éd., Aristocratic Women in Medieval France, Philadelphie, University of Pennsylvania Press, 1999 (ISBN 0-8122-1700-4 et 9780812217001), p. 138-177.[Consulter en ligne (extraits, Google Livres)].

- (en) Fredric L. Cheyette, Ermengard of Narbonne and the World of the Troubadours, Ithaca, Cornell University Press, 2001 (réimpr. 2004), 474 p. (présentation en ligne)  (ISBN 978-0-8014-8925-9 et 978-0-8014-3952-0).[Consulter en ligne (éd. 2001, extraits, Google Livres)] — [Consulter en ligne (éd. 2004, extraits, Google Livres)].

- Fredric L. Cheyette (trad. Aude Carlier), Ermengarde de Narbonne et le monde des troubadours, Paris, Perrin, 2006, 538 p. (ISBN 978-2-262-02437-6, présentation en ligne).Traduction française, avec corrections et mises à jour, de Cheyette 2001.

- Hélène Débax, La Féodalité languedocienne, XIe – XIIe siècles : Serments, hommages et fiefs dans le Languedoc des Trencavel, Toulouse, Presses universitaires du Mirail, 2003 (ISBN 285816651X et 9782858166510, lire en ligne).

- Aryeh Graboïs, « Une étape dans l'évolution vers la désagrégation de l'État toulousain au XIIe siècle : l'intervention d'Alphonse-Jourdain à Narbonne (1134-1143) », Annales du Midi, vol. 78,‎ 1966, p. 23-35 (ISSN 0003-4398, lire en ligne). Republié dans (en) Aryeh Graboïs, Civilisation et société dans l'Occident médiéval (recueil d'articles), Londres, Variorum reprints, 1983 (ISBN 0-86078-122-4).

- (en) Hans-Erich Keller, « Ermengarda of Narbonne and Beatrice of Este : A Study in Contrasts », Tenso, vol. 10, no #,‎ automne 1994, p. 9-17 (DOI 10.1353/ten.1994.0018).

- Laurent Macé, Les comtes de Toulouse et leur entourage, XIIe – XIIIe siècles : rivalités, alliances et jeux de pouvoir, Toulouse, Privat, 2000 (réimpr. 2003), 445 p. (ISBN 2-7089-5600-0).

- Jacques Michaud (dir.) et André Cabanis (dir.), Histoire de Narbonne, Toulouse, Privat, coll. « Pays et villes de France », 1981.

- (en) Derek E. T. Nicholson, The Poems of the Troubadour Peire Rogier, Manchester / New York, Manchester University Press / Barnes & Noble, 1976, vii-171 (ISBN 0-06-495960-0 et 0719006147, lire en ligne).

- William Paden, « Un comte des Orcades à la cour de Narbonne : Ermengarde la jeune et le scalde Rögnvald », dans Guy Latry, éditeur, La voix occitane. Actes du 8e Congrès de l'Association internationale d'études occitanes, Bordeaux, 12-17 octobre 2005, vol. I, Pessac, Presses universitaires de Bordeaux, 2009 (ISBN 978-2-86781-576-8), p. 265-276.

- Linda Mary Paterson (trad. de l'anglais par Gérard Gouiran), Le Monde des troubadours : la société médiévale occitane de 1100 à 1300, Montpellier, Les Presses du Languedoc, 1999, 360 p. (ISBN 2-85998-193-4). Traduction française de : (en) Linda Mary Paterson, The World of the Troubadours : Medieval Occitan Society, c. 1100-c. 1300, Cambridge, Cambridge University Press, 1993 (réimpr. 1995), 384 p. (ISBN 0-521-55832-8).

- [Saga des Orcadiens] Jean Renaud (traducteur), La Saga des Orcadiens, Paris, Aubier, 1990, 332 p. (ISBN 2-7007-1642-6).